# Kathleen Van Brempt
Kathleen Alice Yvonne Van Brempt (Wilrijk, 18 november 1969) is een Belgisch politica voor Vooruit en voormalig staatssecretaris en Vlaams minister. Van Brempt is Europees Parlementslid voor de sociaaldemocratische fractie in het Europees Parlement.

## Levensloop
Van Brempt behaalde in 1992 haar licentie in de sociologie aan de Katholieke Universiteit Leuven. Ze ging van 1992 tot 1995 als wetenschappelijk medewerkster aan de slag bij het Research Instituut Arbeid en Tewerkstelling (RIAT). In 1995 lanceerde Van Brempt zich in de toenmalige SP. Ze startte als stafmedewerker bij de partijstudiedienst SEVI, een functie die ze uitoefende tot in 1997. Nadien was Van Brempt van 1997 tot 1999 politiek secretaris van de partij onder Louis Tobback en Fred Erdman en van juni tot december 1999 adjunct-kabinetschef bij Vlaams minister van Werkgelegenheid en Toerisme Renaat Landuyt.
Na de Europese verkiezingen van 1999 volgde Van Brempt in januari 2000 Peter Bossu op als Europees Parlementslid. Ze zetelde er van 2000 tot 2002 in de commissie cultuur, jeugd, onderwijs, media en sport en van 2002 tot 2003 in de commissie milieubeheer, volksgezondheid en consumentenbescherming. In september 2003 verliet Van Brempt het Europees Parlement en werd ze Staatssecretaris van Arbeidsorganisatie en Welzijn op het werk in de federale regering-Verhofstadt II. Bij de derde rechtstreekse Vlaamse verkiezingen van 13 juni 2004 werd ze verkozen in de kieskring Antwerpen. Tussen midden juli 2004 en juli 2009 was ze minister van Mobiliteit, Sociale Economie en Gelijke kansen in de Vlaamse regering Leterme, waarna ze als Vlaams volksvertegenwoordiger werd opgevolgd door Herman Lauwers.
Bij de Europese verkiezingen van juni 2009 trok Van Brempt de Europese lijst voor sp.a. Ze zetelt sindsdien opnieuw in het Europees Parlement. Van Brempt was van 2009 tot 2014 lid van de commissie industrie, onderzoek en energie en plaatsvervangend lid van de commissie milieubeheer, volksgezondheid en voedselveiligheid.
Bij de Europese verkiezingen van 25 mei 2014 was Van Brempt opnieuw lijsttrekker voor sp.a. Ze haalde 163.760 voorkeurstemmen en raakte herkozen in het Europees Parlement. Vanaf 25 juni 2014 was Van Brempt, naast parlementslid, ook vice-voorzitster van de sociaaldemocratische fractie (S&D). Ze was lid van de commissie industrie, onderzoek en energie en plaatsvervangend lid van de commissie ontwikkelingssamenwerking. Van 2016 tot 2017 had ze de leiding over een onderzoekscommissie die Europees onderzoek deed naar het Dieselgate-schandaal.
Van januari 2001 tot december 2018 zetelde ze voor sp.a in de gemeenteraad van Antwerpen. In mei 2015 werd ze er fractieleider ter opvolging van Yasmine Kherbache. Bij de verkiezingen van oktober 2018 werd ze niet herkozen als gemeenteraadslid. Eind maart 2024 werd ze alsnog gemeenteraadslid ter opvolging van Tom Meeuws, die de Antwerpse gemeentepolitiek had verlaten. De schepenfunctie van Tom Meeuws ging over op Tatjana Scheck.
Bij de Europese verkiezingen van mei 2019 was Van Brempt opnieuw sp.a-lijsttrekker. Ze werd herkozen in het Europees Parlement met 127.053 voorkeurstemmen. Van Brempt werd door haar fractie aangeduid als coördinator internationaal handelsbeleid voor de sociaaldemocratische fractie S&D in het Europees Parlement en lid van de commissie voor internationale handel en plaatsvervangend lid voor de commissie Transport en Toerisme. In april 2022 werd Van Brempt verkozen als voorzitter van de Speciale Commissie over COVID-19. Ze bleef de functie uitoefenen tot in juli 2023.
Bij de Europese verkiezingen van juni 2024 kreeg Van Brempt de tweede plaats toegewezen op de Vooruit-lijst. Ze werd herverkozen voor een vierde termijn met 105.972 voorkeursstemmen. In de legislatuur 2024-2029 werd ze in de Europese assemblee vicevoorzitter van de S&D-fractie, alsook ondervoorzitter van de commissie Internationale Handel en plaatsvervanger in de commissie Vervoer en Toerisme.
In oktober 2024 voerde zij de Vooruit-lijst aan voor de gemeenteraadsverkiezingen in Antwerpen. Na de verkiezingen sloot de partij onder haar leiding een bestuursakkoord met de N-VA van burgemeester Bart De Wever. Van Brempt trad niet toe tot het schepencollege om in het Europees Parlement te kunnen blijven zetelen, maar bleef wel in de gemeenteraad zetelen.
Van Brempt huwde in 1993 en heeft een kind.